# Boronia crenulata
Boronia crenulata là một loài thực vật có hoa trong họ Cửu lý hương. Loài này được Sm. mô tả khoa học đầu tiên năm 1807.